# Erinna newcombi
Erinna newcombi es una especie de molusco gasterópodo de la familia Lymnaeidae en el orden de los Basommatophora.

## Distribución geográfica
Es endémica de Hawái.

## Hábitat
Su hábitat natural son los ríos. 

## Estado de conservación
Se encuentra amenazada de extinción por la pérdida de su hábitat natural.